# ميدل-إيرث: شادو أوف موردور
ميدل-إيرث: شادو أوف موردور (بالإنجليزية: Middle-earth: Shadow of Mordor)‏ هي لعبة فيديو من نوع أكشن تقمص الأدوار وعالم مفتوح طورت بواسطة مونولث برودكشنز، ونٌشرت بواسطة وارنر برذرز إنترآكتيف إنترتيمنت. تقع أحداثها في الفترة الزمنية بين قصة الهوبيت وقصة سيد الخواتم. صدرت في 30 سبتمبر 2014، وهي متوفرة على أجهزة مايكروسوفت ويندوز وبلاي ستيشن 3 وبلاي ستيشن 4 وإكس بوكس 360 وإكس بوكس ون.

## موجز
تقع أحداث اللعبة في الفترة الزمنية بين قصة الهوبيت وقصة سيد الخواتم (للكاتب ج. ر. ر. تولكين). بطل القصة «تاليون» وهو حارس في مملكة «غوندور» مسؤول عن حماية البوابة السوداء لـ «موردور» يتم قتله مع عائلته على يد جيش سورون، ولكن يتم إحياء تاليون بقدرات تشبه الشبح ويذهب مباشرة إلى موردور للانتقام. حيث يلتقي بشخصية غولوم، ويكتشف أن لديهما الكثير من القواسم المشتركة، كما يكتشف تاليون أن الشبح الذي أعادة للحياة هو «كلبريمبور» أعظم سيد للحدادة وصانع الخواتم، الذي يسعى أيضا للانتقام من سورون.

## روابط خارجية
- ميدل-إيرث: شادو أوف موردور على موقع IMDb (الإنجليزية)